# 새터데이 나이트
《새터데이 나이트》(영어: Saturday Night)는 2024년 개봉한 미국의 전기, 코미디 드라마 영화이다. 제이슨 라이트먼이 감독과 공동각본을 맡았다. 미국의 TV 코미디 프로그램 《새터데이 나이트 라이브》(SNL)의 첫 방송까지의 과정을 다룬 작품이다.

## 출연
- 개브리엘 라벨 - 론 마이클스
- 쿠퍼 호프먼 - 딕 에버솔
- 레이철 세넛 - 로지 슈스터
- 엘라 헌트 - 길다 래드너
- 에밀리 페언 - 러레인 뉴먼
- 킴 마툴라 - 제인 커틴
- 딜런 오브라이언 - 댄 애크로이드
- 러몬 모리스 - 개릿 모리스
- 코리 마이클 스미스 - 체비 체이스
- 맷 우드 - 존 벨루시
- 니컬러스 브론 - 짐 헨슨
- 토미 듀이 - 마이클 오도너휴
- 니컬러스 포대니 - 빌리 크리스털
- 앤드루 바스 펠드먼 - 닐 레비
- 카이아 거버 - 재클린 칼린
- 엘런 보스코브 - 코프먼 부인
- 핀 울프하드 - NBC 페이지
- J. K. 시먼스 - 밀턴 벌
- 조 크레스트 - 허브 사전트
- 테일러 그레이 - 앨 프랭컨
- 매케이브 그레그 - 톰 데이비스